# Edgar Tailhades
Edgar Tailhades (* 12. Januar 1904 in Riols; † 23. Juni 1986 in Nîmes) war ein französischer Politiker. Er war von 1948 bis 1986 Mitglied des Senats.
Tailhades studierte in Montpellier und ging nach Beendigung des Studiums als Anwalt nach Nîmes. 1925 wurde er dort Mitglied der SFIO und zog in den Stadtrat ein. Im folgenden Jahr wurde er Generalsekretär ihrer Jugendorganisation für den Südosten Frankreichs. 1947 wurde er zum Bürgermeister von Nîmes gewählt, ein Amt, das er 1953 und 1959 behaupten konnte. 1948 zog er außerdem in den Senat ein, wo er für die nationale Sicherheit und die Reparatur von Kriegsschäden zuständig war. Bis zu seinem Tod im Jahr 1986 blieb er Senator.